# کوزلوفکا (استان آمور)
کوزلوفکا (به لاتین: Kozlovka) یک منطقهٔ مسکونی در روسیه است که در استان آمور واقع شده‌است.